# Comme des rois (film, 1997)
Pour le film de 2018, voir Comme des rois (film, 2018).
Pour plus de détails, voir Fiche technique et Distribution.
Comme des rois est une comédie française de François Velle sortie en 1997.

## Synopsis
Novembre 1989. Le mur de Berlin tombe et le bloc communiste se disloque, poussant Edek et Roman Kowalski à quitter Varsovie pour venir tenter leur chance à Paris. Quelques années plus tard. Malgré leur persévérance, les deux frères n'ont toujours pas trouvé le chemin de la réussite et vivotent péniblement de petits boulots, Edek vendant des ballons à la sauvette tandis que Roman s'improvise, au gré des occasions, garagiste ou professeur de... hongrois. Une situation précaire qu'Edek ne supporte bientôt plus. Aussi décide-t-il de rentrer au pays. Mais à la suite d'un malentendu, il est pris à l'aéroport pour Olaf Nielsen, un metteur en scène islandais invité au Festival de Reims. Pendant ce temps, une star internationale qui veut tourner la page, Elizabeth Adams retape la maison de son enfance dans les environs et passe par hasard dans l'hôtel où se déroule le festival.

## Fiche technique
- Réalisateur : François Velle
- Scénario : François Velle et Mariusz Pujszo
- Musique : Vasilé Sirli (ro)
- Année : 1997
- Durée : 95 minutes
- Genre : comédie
- Date de sortie : 11 juin 1997

## Distribution
- Stéphane Freiss : Edek Kowalski
- Maruschka Detmers : Elizabeth Adams
- Mariusz Pujszo : Roman Kowalski
- Thierry Lhermitte : Yvan
- Louis Velle : Kurt Fielder
- Jacques Sereys : Botteret
- Betty Bomonde : Joséphine Lagarde
- Christian Bujeau : Tom
- Pauline Macia : Gisèle
- Philippe Beglia : Le conférencier
- Jesse Joe Walsh : Bob Gore
- Marie-Christine Adam : la journaliste
- Claude Brécourt : Roche
- Jean-Michel Farcy : le propriétaire
- Marine Soimaud : la jeune femme à l'autographe
- Alain Sachs : Fouilles
- Bernard Musson : le concierge de l'hôtel
- Patrick Rocca : le commissaire
- Jean-Pierre Durand : Olaf Nielsen
- Isabelle Tanakil : l'élève de hongrois
- Henry Chapier : un membre du jury

## Accueil
Le film est un échec commercial et ne fait que 17 337 entrées en France.